# Sacy (Marne)
Sacy és un municipi francès, situat al departament del Marne i a la regió del Gran Est. L'any 2007 tenia 369 habitants.

## Demografia

### Població
El 2007 la població de fet de Sacy era de 369 persones. Hi havia 148 famílies, de les quals 28 eren unipersonals (8 homes vivint sols i 20 dones vivint soles), 56 parelles sense fills, 56 parelles amb fills i 8 famílies monoparentals amb fills.
La població ha evolucionat segons el següent gràfic:
Habitants censats

### Habitatges
El 2007 hi havia 162 habitatges, 148 eren l'habitatge principal de la família, 3 eren segones residències i 11 estaven desocupats. 156 eren cases i 4 eren apartaments. Dels 148 habitatges principals, 127 estaven ocupats pels seus propietaris, 14 estaven llogats i ocupats pels llogaters i 7 estaven cedits a títol gratuït; 1 tenia dues cambres, 6 en tenien tres, 23 en tenien quatre i 118 en tenien cinc o més. 114 habitatges disposaven pel capbaix d'una plaça de pàrquing. A 67 habitatges hi havia un automòbil i a 68 n'hi havia dos o més.

### Piràmide de població
La piràmide de població per edats i sexe el 2009 era:
| Homes | Edats   | Dones |
| ----- | ------- | ----- |
| 0     | 95 o +  | 0     |
| 0     | 90 a 94 | 4     |
| 0     | 85 a 89 | 0     |
| 0     | 80 a 84 | 0     |
| 4     | 75 a 79 | 4     |
| 24    | 70 a 74 | 8     |
| 4     | 65 a 69 | 20    |
| 4     | 60 a 64 | 8     |
| 0     | 55 a 59 | 8     |
| 20    | 50 a 54 | 16    |
| 16    | 45 a 49 | 8     |
| 12    | 40 a 44 | 24    |
| 16    | 35 a 39 | 8     |
| 4     | 30 a 34 | 12    |
| 0     | 25 a 29 | 4     |
| 4     | 20 a 24 | 8     |
| 4     | 15 a 19 | 8     |
| 4     | 10 a 14 | 20    |
| 20    | 5 a 9   | 28    |
| 4     | 0 a 4   | 4     |

## Economia
El 2007 la població en edat de treballar era de 231 persones, 188 eren actives i 43 eren inactives. De les 188 persones actives 179 estaven ocupades (92 homes i 87 dones) i 9 estaven aturades (4 homes i 5 dones). De les 43 persones inactives 14 estaven jubilades, 17 estaven estudiant i 12 estaven classificades com a «altres inactius».

### Ingressos
El 2009 a Sacy hi havia 150 unitats fiscals que integraven 376 persones, la mediana anual d'ingressos fiscals per persona era de 27.501,5 €.

### Activitats econòmiques
Dels 12 establiments que hi havia el 2007, 2 eren d'empreses alimentàries, 3 d'empreses de construcció, 2 d'empreses de comerç i reparació d'automòbils, 1 d'una empresa d'hostatgeria i restauració i 4 d'empreses de serveis.
Dels 2 establiments de servei als particulars que hi havia el 2009, 1 era un electricista i 1 restaurant.
L'únic establiment comercial que hi havia el 2009 era una fleca.
L'any 2000 a Sacy hi havia 72 explotacions agrícoles que ocupaven un total de 360 hectàrees.

## Equipaments sanitaris i escolars
El 2009 hi havia una escola elemental integrada dins d'un grup escolar amb les comunes properes formant una escola dispersa.

## Poblacions més properes
El següent diagrama mostra les poblacions més properes.